# Noctua signata
Noctua signata là một loài bướm đêm trong họ Noctuidae.